# Journal of Molecular Spectroscopy
Journal of Molecular Spectroscopy is een internationaal, aan collegiale toetsing onderworpen wetenschappelijk tijdschrift op het gebied van de
massaspectrometrie.
De naam wordt in literatuurverwijzingen meestal afgekort tot J. Mol. Spectros.
Het wordt uitgegeven door Academic Press en verschijnt maandelijks.
Het eerste nummer verscheen in 1957.